# Cyclanthera quadrifida
Cyclanthera quadrifida är en gurkväxtart som först beskrevs av José Mariano Mociño, Amp; Sesse och Nicolas Charles Seringe, och fick sitt nu gällande namn av H.Schaef. och S.S.Renner. Cyclanthera quadrifida ingår i släktet springgurkor, och familjen gurkväxter. Inga underarter finns listade i Catalogue of Life.